# Restaurant Paradies

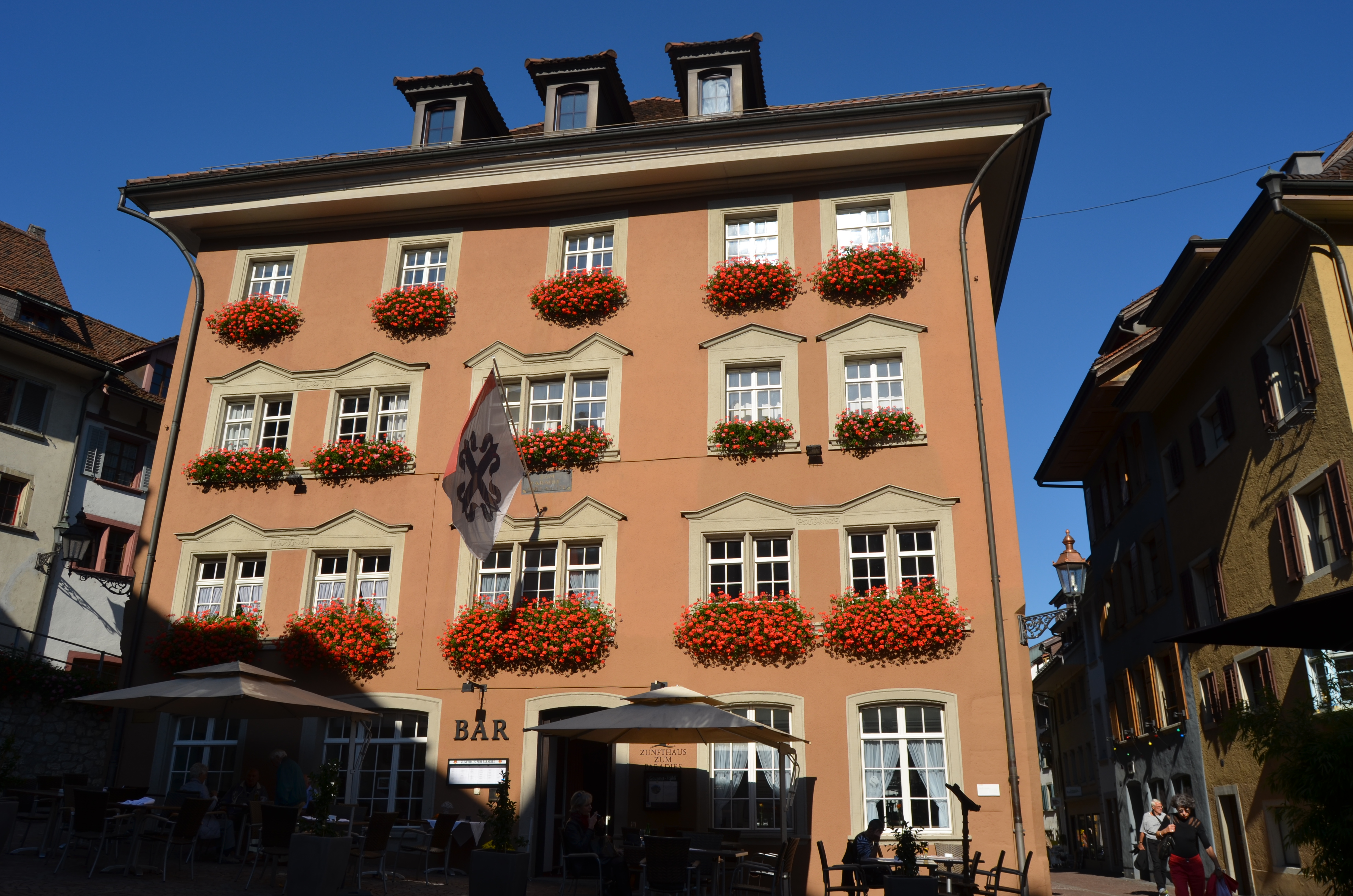
Restaurant Paradies

Das Restaurant Paradies ist eine Gaststätte in Baden im Kanton Aargau. Sie befindet sich in einem barocken Gebäude am Rande der Altstadt, das zugleich ein Kulturgut von nationaler Bedeutung ist.

## Gebäude

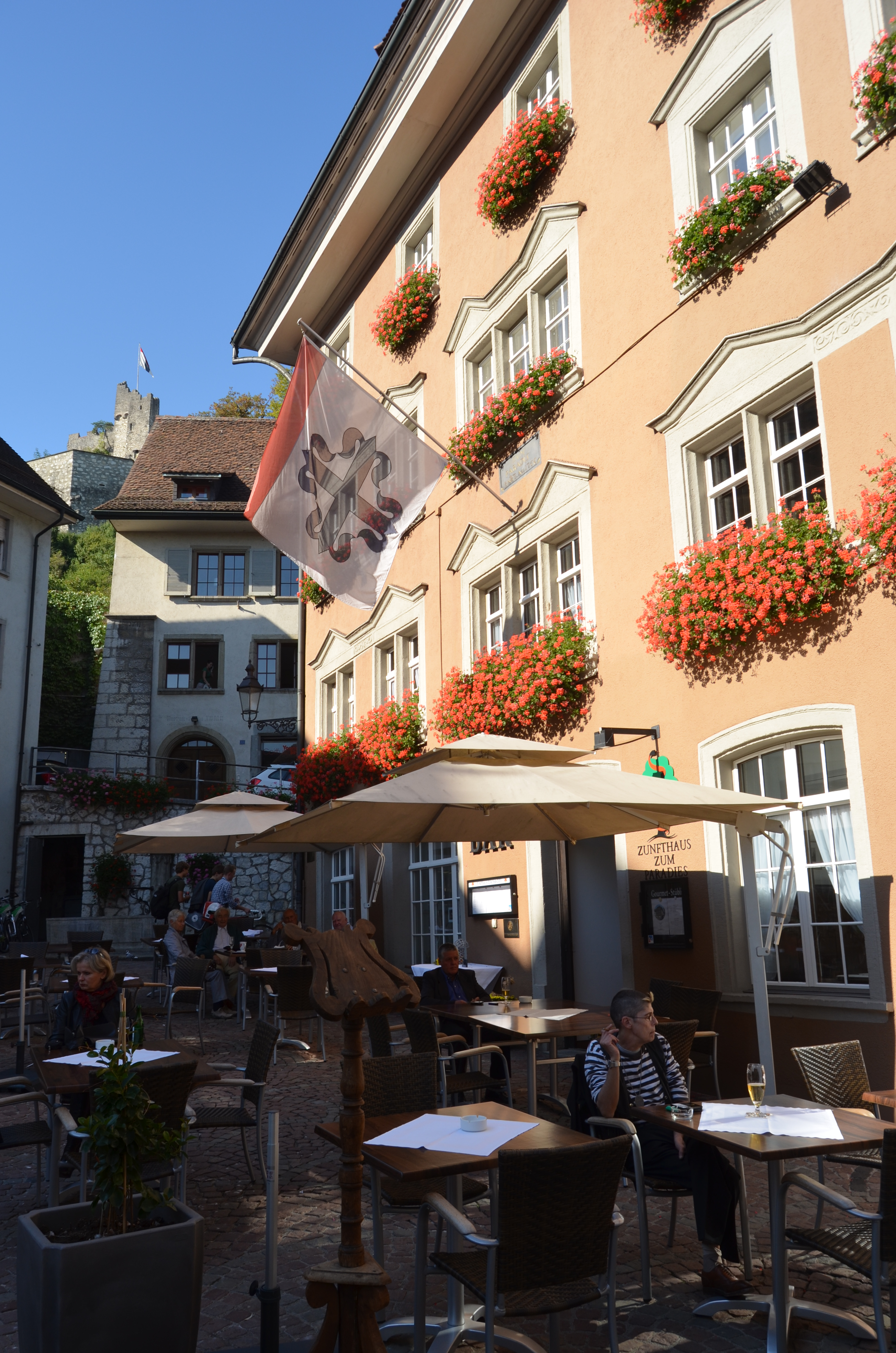
Seitenansicht, links hinten die Ruine Stein

Das stattliche, viergeschossige Haus steht an der Nordostecke des Cordulaplatzes, zwischen der Mittleren Gasse und der Oberen Gasse. Es ist auf drei Seiten freistehend und besitzt ein Walmdach. Die eigentümliche Gestaltung der Fassaden mit willkürlich angeordneten Fenstern verweist auf Bauprinzipien des Spätmittelalters und richtet sich nach der Raumdisposition im Innern. Vom Frühbarock beeinflusst sind die in der Hauptfassade angestrebte Symmetrie, die profilierten Sohlbänke und die spitzen Fenstergiebel. Letztere sind vor allem im ersten und zweiten Obergeschoss auffällig. Von einem Umbau Mitte des 18. Jahrhunderts stammen die segmentbogigen (an der Mittleren Gasse rechteckigen) Öffnungen des Erdgeschosses. Auf diesen Umbau weist eine auf der Platzseite eingelassene schwarze Tafel mit goldener Inschrift «ZVM / PARADIS / RNRT. AO. 1756» hin.
Im Innern sind drei frühbarocke Räume zu finden. Diese wurden um 1660/70 im Auftrag des damaligen Besitzers Caspar Ludwig Schnorff eingebaut. Stark profilierte Kassettendecken prägen die beiden Eckstuben des ersten Obergeschosses. Besonders üppig ausgestattet ist das Zimmer in der Nordwestecke des zweiten Obergeschosses. Dessen Wandtäfer besitzt eine Blendarkadengliederung und ist reich mit Furnier, Intarsien und Reliefschnitzereien verziert. Bemerkenswert ist auch ein wuchtiges Eckbuffet mit Blendarkade, konischen Pilastern und geohrten Türflügelfüllungen. Der ursprüngliche Ofen wurde Ende des 19. Jahrhunderts verkauft und beim Umbau von 1985/87 ersetzt.

## Geschichte
Das Restaurant Paradies hatte zwei Vorgängerbauten, die spätgotischen Bürgerhäuser «Paradies» und «Hasen». Beide gelangten kurz nach 1600 in den Besitz von Schultheiss Ulrich Schnorff und dessen Sohn Hans Ulrich. Im ersten Viertel des 17. Jahrhunderts wurden die Häuser miteinander verbunden und umgebaut, wobei das neue Gebäude im Wesentlichen seine heutige barocke Gestalt erhielt. Zu Beginn des 18. Jahrhunderts war das «Paradies» ein Treffpunkt von Diplomaten, insbesondere während des Friedenskongresses von 1714. Im Jahr 1755 musste die Familie Schnorff das Gebäude verkaufen, seither dient es als Gaststätte. Das seit 1947 unter Denkmalschutz stehende Gebäude wurde 1954 im Innern renoviert, 1966 fand eine Fassadenrenovation statt. Von 1985 bis 1987 folgte eine umfassende Erneuerung. Dabei baute man die Restauranträume um, restaurierte die Täferstuben und erweiterte das Dachgeschoss.